# Epidendrum hololeucum
Epidendrum hololeucum é uma espécie de orquídea de tamanho médio com caule articulado de 15 centímetros de altura a partir do rizoma. Caule fino e cilíndrico. As primeiras folhas aparecem a 10 centímetros de altura, maleáveis, de cor verde escuro e com 10 centímetros de comprimento, pontudas e lanceoladas. Racimos florais curtos e apicais com uma ou duas flores. Flor de 1 centímetro de diâmetro completamente branca. Vegeta em locais úmidos e sombrios da Serra do Mar.
Floresce no outono.